# Artur Lundkvist

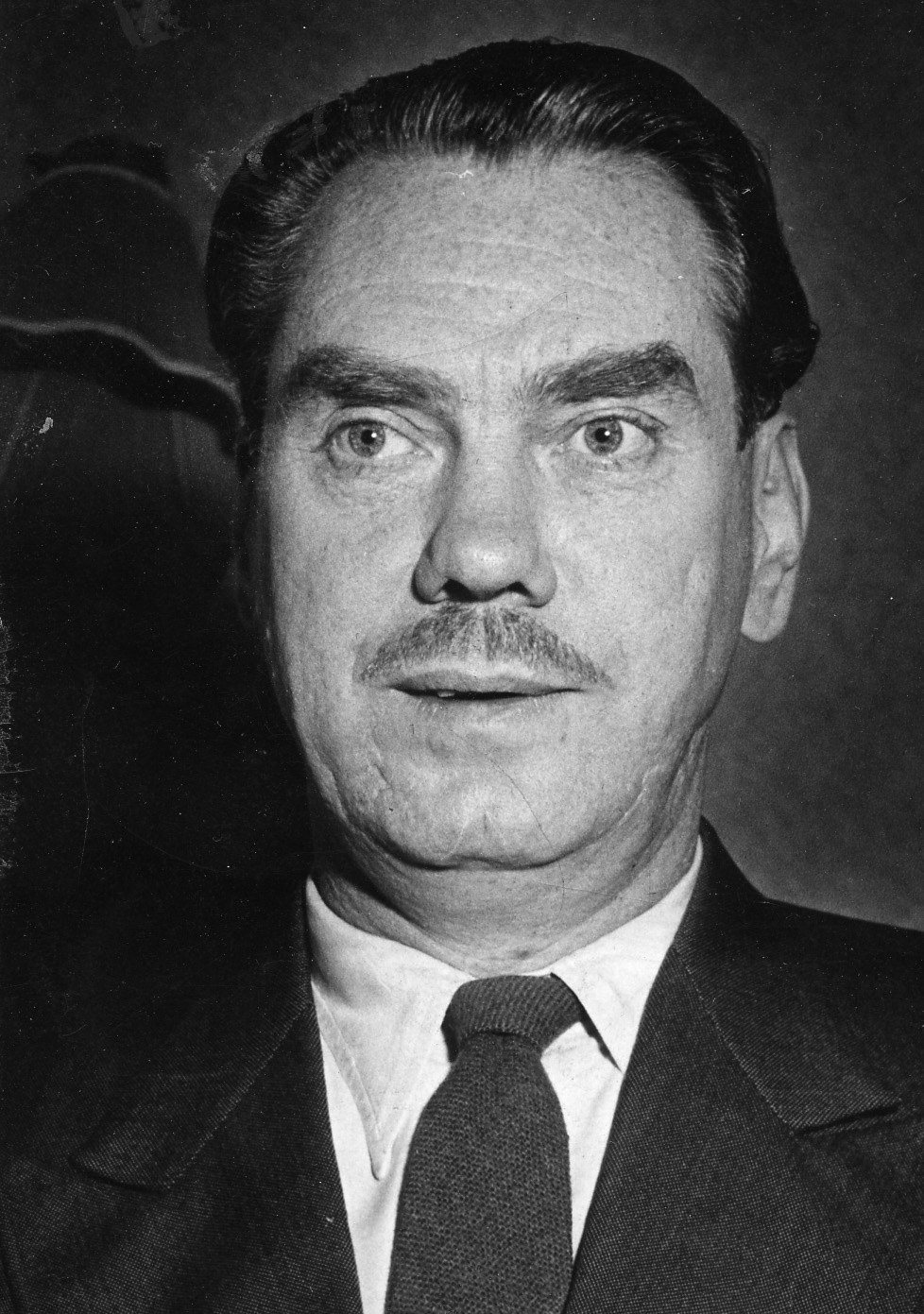
Artur Lundkvist 1952

Artur Nils Lundkvist (* 3. März 1906 in Hagstad, Gemeinde Perstorp; † 11. Dezember 1991 in Solna) war ein schwedischer Schriftsteller, Dichter und Literaturkritiker. Er war seit 1968 Mitglied der Svenska Akademien und ab 1936 mit der Schriftstellerin Maria Wine verheiratet.

## Leben
Schon als Kind beschäftigte sich Lundkvist mit Literatur. Er las viel und besuchte häufig die Schulbibliothek. Er schloss vorerst nur die sechsjährige Volksschule ab, absolvierte aber später die Volkshochschule in Stockholm. Lundkvist wollte schon früh Schriftsteller werden und schickte seine Arbeiten an verschiedene Verlage und Zeitungsredaktionen. Einige dieser frühen Werke wurden von diesen angenommen und vergütet. 
Als er 1926 nach Stockholm gezogen war, kam er in Kontakt mit anderen jungen Schriftstellern, die entweder schon bekannt waren wie Harry Martinson, Ivar Lo-Johansson, Karin Boye, Sven Stolpe und Eyvind Johnson oder die erst versuchten sich einen Namen zu machen. 1928 debütierte Lundkvist mit dem Gedichtband Glöd (deutsch Glut). Seine Ziele waren, die Sprache zu erneuern und ein neues grenzüberschreitendes Literaturgenre zu schaffen. Die Folge war ein besonderes Interesse an zeitgenössischer Kunst, insbesondere am Surrealismus, das in seinen Büchern über Goya und Bosch zum Ausdruck kam. 1929 veröffentlichte er als Teil der modernistischen Schriftstellerriege Fem unga (deutsch Die jungen Fünf) die gleichnamige Anthologie, die modernistische Poesie und Prosa enthielt. Fem unga bestand neben Lundkvist aus Erik Asklund, Josef Kjellgren, Gustav Sandgren und Harry Martinson. 
Lundkvist war sehr produktiv. Neben Poesie und Reiseberichten schrieb er historische Romane und Novellen, insgesamt etwa 90 Bücher sowie einige hundert Artikel in Zeitungen und Zeitschriften. Seine Werke wurden in über 30 Sprachen übersetzt. Als einflussreiches Mitglied der Schwedischen Akademie und ihres Nobelpreis-Komitees spielte er für viele Jahre eine wichtige Rolle darin, die internationale Aufmerksamkeit auf unbekannte talentierte Autoren des In- und Auslandes zu lenken. Er förderte hauptsächlich französische und spanischsprachige Schriftsteller wie Pablo Neruda, Gabriel García Márquez, Claude Simon oder Camilo José Cela, die ihm ihren Nobelpreis verdanken.
Autodidaktisch lernte er, unter Zuhilfenahme von Wörterbüchern, Englisch, Spanisch und Französisch zu lesen und zu sprechen und übersetzte und rezensierte Werke von diesen Schriftstellern aus Spanien, Lateinamerika oder Südafrika. Daneben war er Mitarbeiter von Stockholms-Tidningen, Dagens Nyheter, der Kulturzeitschrift Ord och Bild oder der Zeitschrift Bonniers Litterära Magasin. Mit seiner Frau unternahm der unterdessen bedeutende Poet Reisen in alle Welt, darunter nach Indien, Ägypten, Spanien und Südamerika. Aus allen Reisen resultierten literarische Werke. Die Gedichtsammlung Agadir reflektiert die gemeinsamen Erlebnisse während des schweren Erdbebens von Agadir 1960.
Artur Lundkvist war erklärter Gegner des Kalten Krieges und setzte sich für gute Beziehungen zu den Ostblock-Staaten ein. In der Zeitschrift Tredje ståndpunkten (Der dritte Standpunkt) veröffentlichte er 1947 zusammen mit Werner Aspenström eine Gedenkschrift zum 30. Jahrestag der Russischen Revolution, verbunden mit einer Huldigung an Stalin. Zeitweise war er in der Freundschaftsgesellschaft Schweden-DDR aktiv und im Schwedischen Friedenskomitee, der schwedischen Sektion des Weltfriedensrates. 1950 wurde er zum stellvertretenden Wortführer im Weltfriedensrat berufen. 
Den überwiegenden Teil seines Lebens wohnte er in Solna. Postum wurde ein Park hinter seinem Wohnhaus nach ihm benannt.

## Werke (Auswahl)
- Glöd, 1928 (Lyrik)
- Jordisk prosa, 1930
- Svart stad, 1930
- Vit man, 1932
- Negerkust, 1933 (Reisebericht)
- Floderna flyter mot havet, 1934
- Nattens broar, 1936
- Sirensång, 1937
- Eldtema, 1939
- Ikarus' flykt, 1939 (Essays)
- Korsväg, 1942 (Gedichtsammlung)
- Skinn över sten, 1947 (Lyrik)
- Fotspår i vattnet, 1949
- Indiabrand, 1950
- Vallmo från Taschkent, 1952
- Malinga, 1952
- Liv som gräs, 1953
- Darunga, eller Varginnans spår, 1954
- Den förvandlade draken, 1955
- Vindingevals, 1956
- Der Lockruf der Wildnis (Originaltitel: Vildmarkens lockelse), 1962
- Så lever Kuba, 1965
- Självporträtt av en drömmare med öppna ögon, 1966
- Snapphanens liv och död, 1968
- Himlens vilja, 1970
- Ein Baum mit Fischen : Gedichte 1928 - 1969, 1972
- Livsälskare, svartmålare : en fantasi om Goya, 1974
- Krigarens dikt, 1976
- Skrivet mot vinden, 1983
- Färdas i drömmen och föreställningen, 1984

## Preise und Auszeichnungen
- Doblougpreis 1958
- Internationaler Lenin-Friedenspreis 1958
- Großer Preis der Literaturförderung  1961
- Großer Preis der Neun 1963
- Bellmanpreis 1964
- Ehrendoktor 1968
- Bellman-Preis 1982
- Großoffizier des Ordens des Infanten Dom Henrique (1990)